# Crustomollisia roburnea
Crustomollisia roburnea — вид грибів, що належить до монотипового роду  Crustomollisia.